# Stara Papiernia
Stara Papiernia – centrum handlowe mieszczące się od roku 2002 w zabytkowych budynkach pofabrycznych z XVIII wieku w Konstancinie-Jeziornie koło Warszawy.

## Położenie
Centrum handlowe znajduje się w Konstancinie-Jeziornie przy Rondzie Jana Pawła II i jest otoczone ulicami: Warszawską i Aleją Wojska Polskiego. Od północy przylega do brzegu rzeki Jeziorki, stanowiącej dopływ Wisły, a od południa do częściowo podziemnego kanału doprowadzającego wodę do nieistniejących już zakładów papierniczych w Mirkowie położonych w odległości ok. 1000 metrów na wschód.

## Historia
W roku 1760 powstała papiernia napędzana kołem wodnym, najstarszy zakład tego rodzaju na Mazowszu. Zakład nosił nazwę Królewska Fabryka Papieru, a król Stanisław August Poniatowski korzystał wyłącznie z papieru z tej fabryki. Dokumenty Sejmu Czteroletniego i Konstytucja Trzeciego Maja powstały na papierze z tej fabryki. Korzystał z niego także Tadeusz Kościuszko. Właścicielem zakładu był Samuel Bruschke, po nim Józef Krzyczewski, a w roku 1830 zakład przeszedł w posiadanie Banku Polskiego.
W latach trzydziestych XIX wieku papiernia stała się zbyt przestarzała, by konkurować z nowszymi zakładami. Z Francji sprowadzono Gabriela Planche’go, który przejął w roku 1836 kierownictwo po Piotrze Łubieńskim. Postanowiono wznieść nowy budynek, by uruchomić nie wykorzystywaną dotychczas maszynę do produkcji papieru w rulonach, sprowadzoną z Wiednia w roku 1832 przez Bank Polski. Przy okazji zmodernizowano system zaopatrzenia zakładu w wodę.
W latach 1836–1838 wzniesiono nowy budynek według projektu architekta Jana Jakuba Gaya. Teren pod budowę kupiono od rodziny Potulickich, właścicieli pałacu w Oborach. Doprowadzono kanał od Jeziorki zasilający koło wodne.
Kanał istnieje nadal – prowadzi częściowo pod ziemią obok starego budynku fabrycznego aż do zbiornika wodnego przy zakładach „Konstans”. Na papierze z tej fabryki drukowano m.in. „Kurier Warszawski“ W latach sześćdziesiątych XIX wieku Bank Polski sprzedał papiernię rodzinie Roeslerów.
W połowie XIX wieku wobec braku możliwości rozbudowy na starym miejscu założono nową fabrykę w odległości kilometra na wschód. Ten zakład (obecnie zlikwidowany) nazwano wtedy „dolną papiernią” w odróżnieniu od starej „górnej papierni”.
W roku 1869 papiernia w Mirkowie (Towarzystwo Akcyjne Mirkowskiej Fabryki Papieru) przejęło obie fabryki od rodziny Roesslerów. Tą firma kierowali Edward Natanson oraz Leopold Stanisław Kronenberg.
Stary budynek utracił swoje znaczenie i służył tylko jako magazyn i miejsce przeróbki odpadów tekstylnych, popularnie zwane „szmaciarnią“. Budynek wpisano 8 sierpnia 1958 do rejestru zabytków pod numerem 1040/149.
W roku 1984 budynek padł pastwą pożaru. Pozostał w stanie ruiny do października 2000, kiedy to Jan Wejchert rozpoczął przebudowę dawnych budynków produkcyjnych na centrum handlowe według projektu biura Bulanda Mucha Architekci (BiM) prowadzonego przez Andrzeja Bulandę i Włodzimierza Muchę. Odbudowany obiekt otwarto 23 listopada 2002 roku.

## Centrum handlowe
Centrum składa się z dwóch budynków: W trzykondygnacyjnym budynku A (dawny budynek produkcyjny) znajduje się około 35 lokali, głównie restauracje, kawiarnie, butiki i punkty usługowe. Na placu przed budynkiem od strony ronda "Jana Pawła II" odbywają się wystawy zabytkowych samochodów i zaczynają się np: parady w czasie obchodów "Dni Konstancina". W parterowym budynku B (dawne magazyny) mieści się supermarket Biedronka, drogeria sieci Rossmann i inne punkty handlowe. Na dziedzińcu znajduje się tymczasowa wielofunkcyjna estrada oraz mały bazarek z sezonowymi kwiatami, owocami i warzywami.

## Galeria

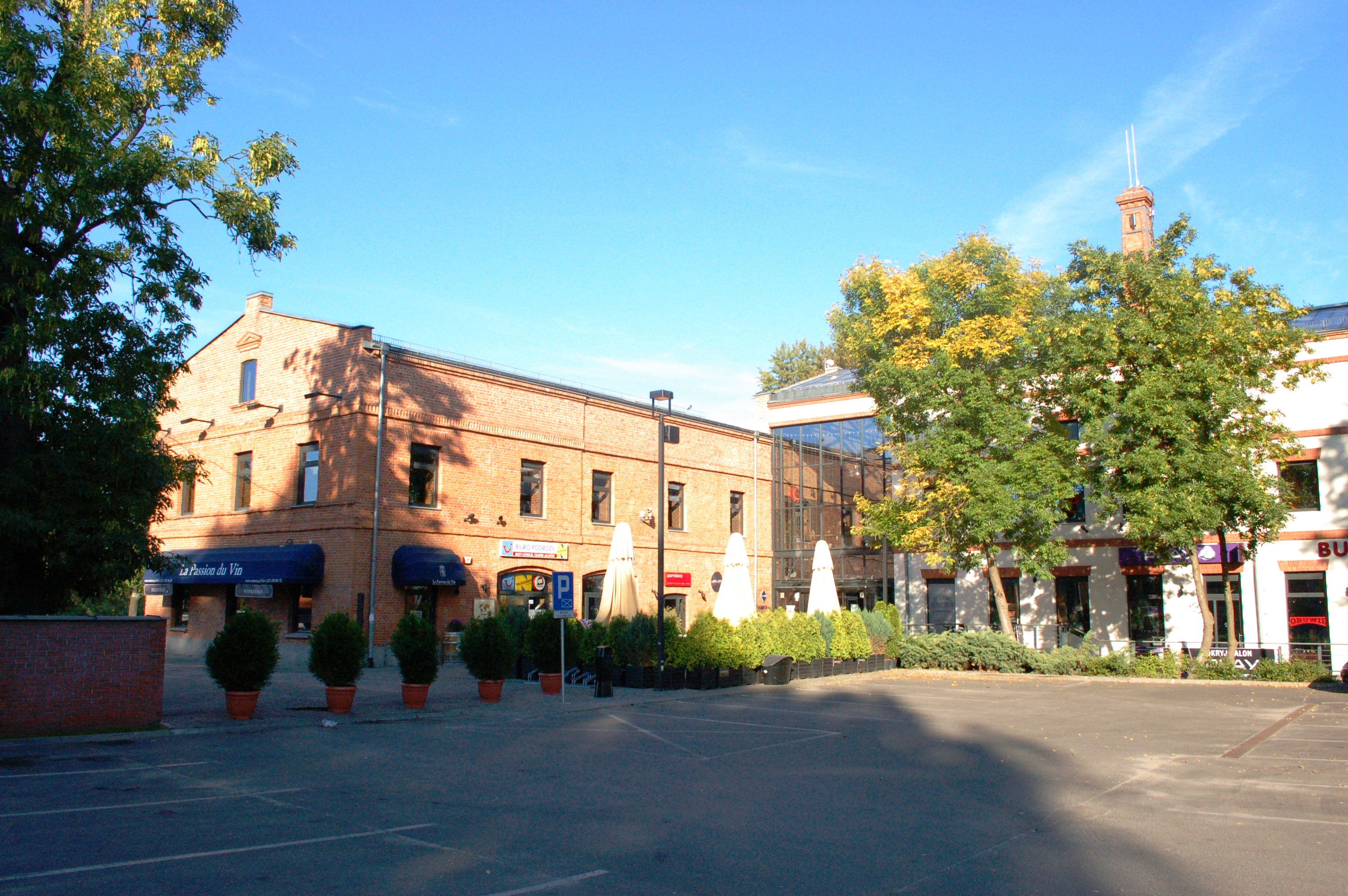
Odnowiony stary budynek produkcyjny
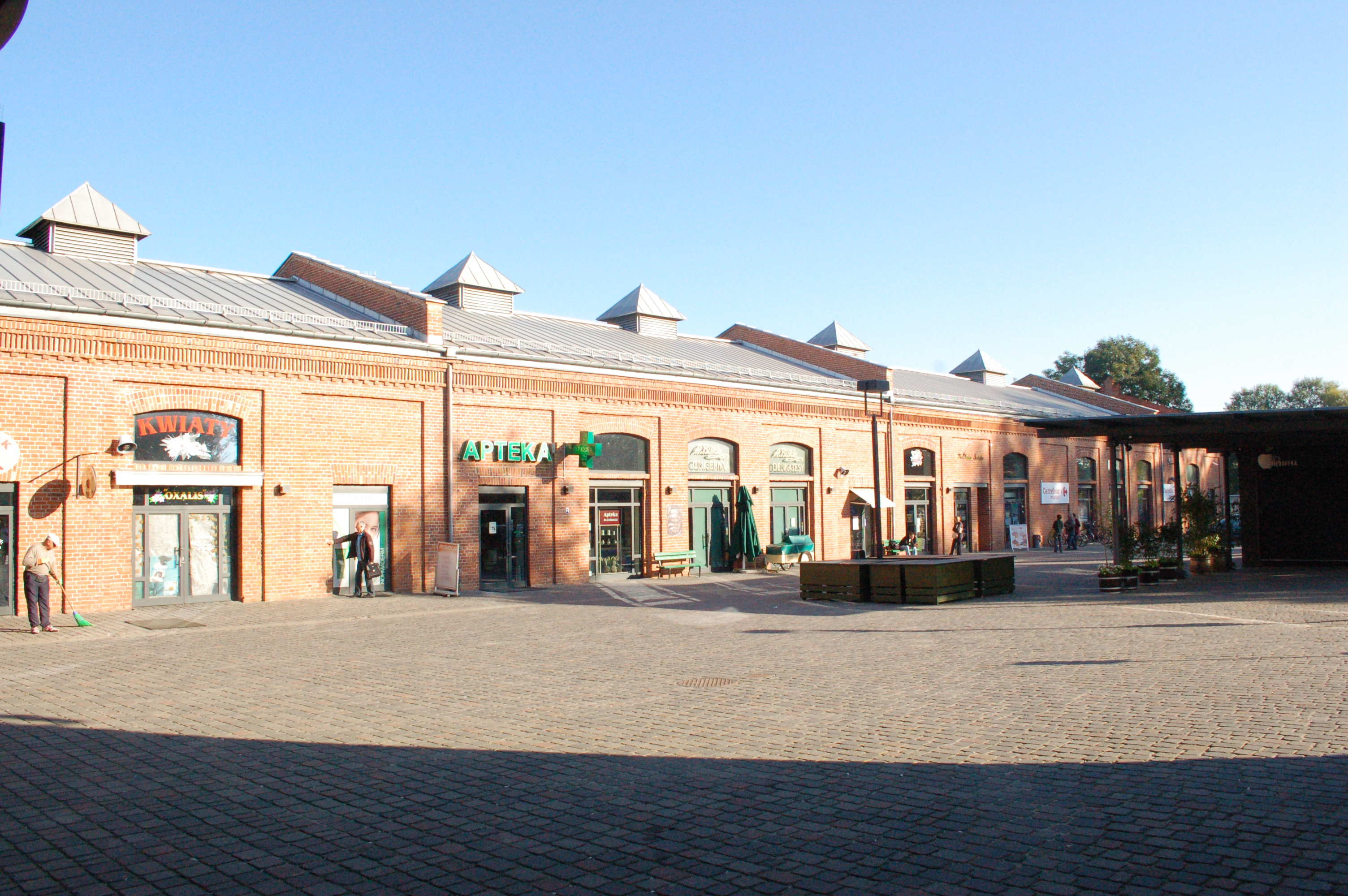
Odrestaurowany stary budynek magazynowy
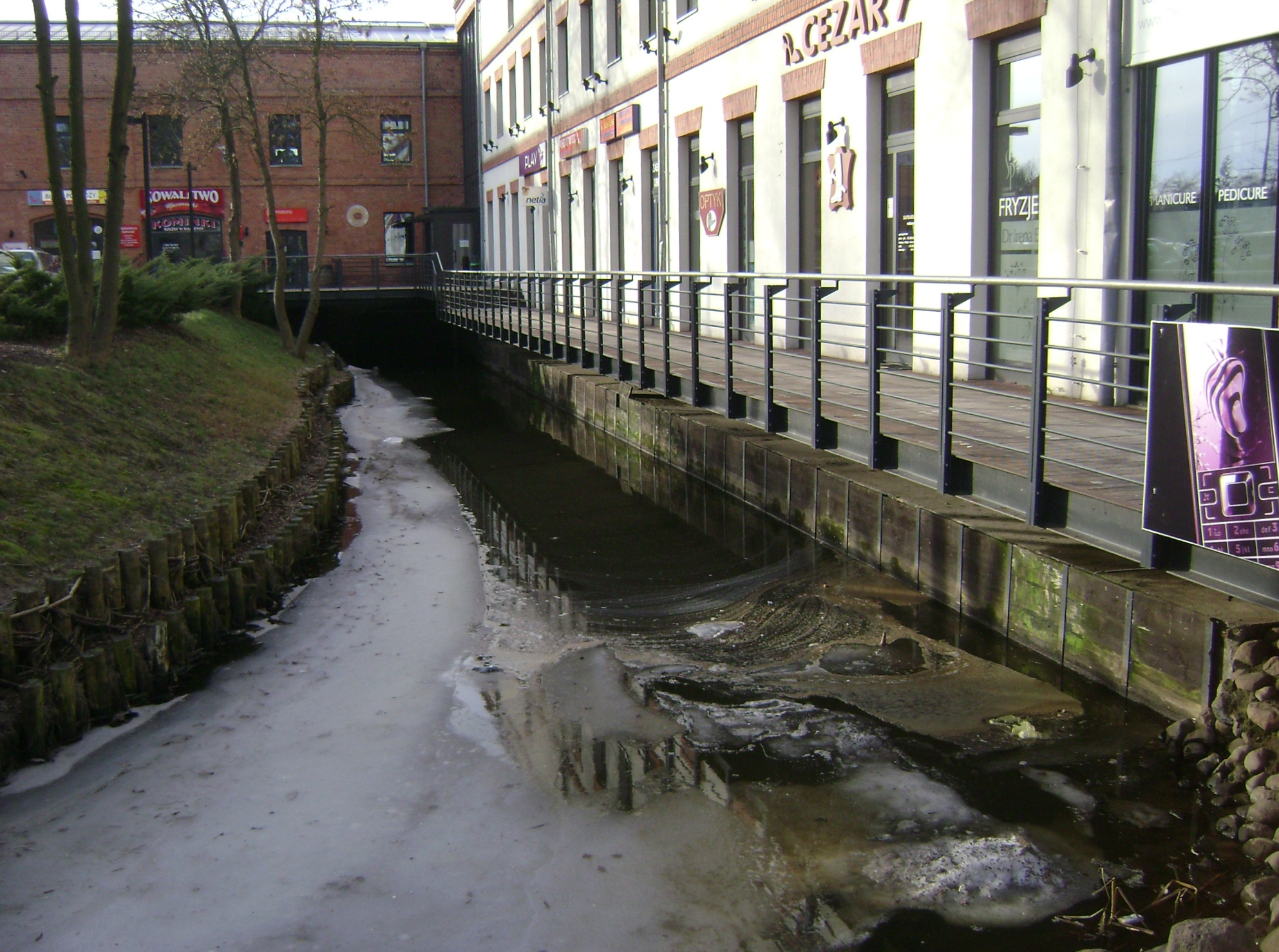
Kanał napędzający dawniej koła wodne